# グルジン語

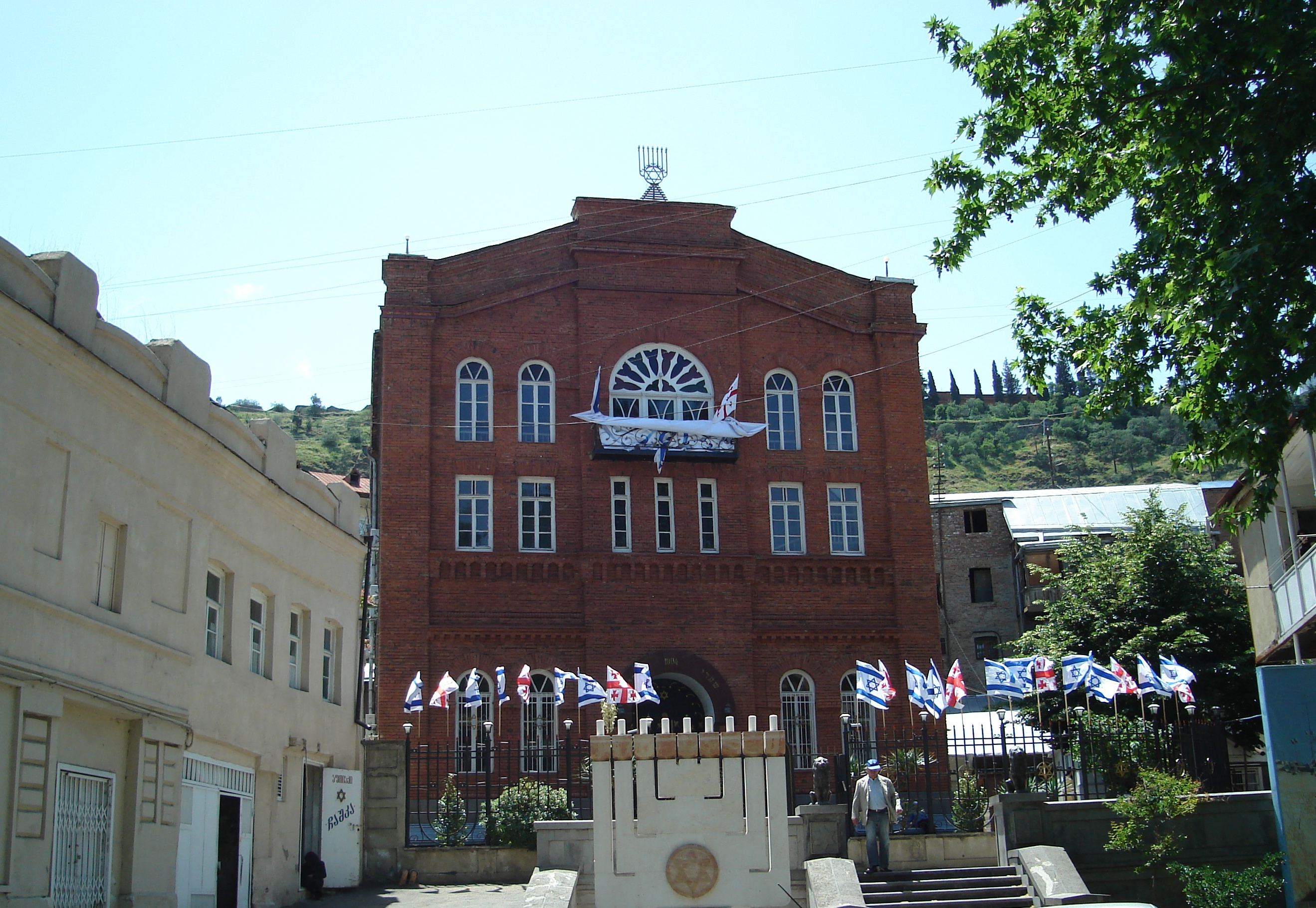
トビリシのシナゴーグ

グルジン語（ყივრული）とはグルジーム（古代からグルジアに住むユダヤ人）の伝統的な言語。別名、キヴルリ（Kivruli）あるいはユダヤ・グルジア語（Judæo-Georgian）。
この言語は、南部コーカサス地方で唯一のユダヤ語である。グルジア語とは異なる独自の言語なのかどうかについては意見が分かれる。
ヘブライ語やアラム語から多数の借用語彙があることを除けば、グルジア語と共通点が多く、グルジア語の話者であれば難なくグルジン語を理解することが出来るといわれている。ただし、しばしばヘブライ文字で表記されるという点は、グルジア語にはない特徴である。
グルジン語はほとんど市場の隠語程度の言語でしかない、と説く研究者もいる。

## 歴史
グルジン語の形成史は明らかでない。この言語にはヘブライ語やアラム語以外からの借用語も含まれているが、その語形を分析しても、グルジームの起源については殆ど何も解らない。

## 分布
グルジン語にはおよそ8万5000人の話者がいる。1995年の資料によると、このうち2万人がジョージア（旧・グルジア）に住んでおり、2000年の資料によると、5万9800人がイスラエルに住んでいる。約4000人の話者がニューヨークにいる他、人数は不明だがロシア、ベルギー、米国、カナダにも話者の存在が確認されている。

## 地位
グルジン語は、他のユダヤ諸語と同様に、イスラエルでは凋落傾向にある。グルジアにおけるグルジン語の地位は以前と変わらないが、1970年以降グルジームの国外移住が進んだために、話者の数が2割にまで激減した。国外に移住したグルジームがどれだけグルジン語を使い続けているかに関する正式の調査は、おこなわれていない。